# Цицириђи (Мехединци)
Цицириђи (рум. Țițirigi) насеље је у Румунији у округу Мехединци у општини Волојак. Oпштина се налази на надморској висини од 248 m.

## Становништво
Према подацима из 2002. године у насељу је живело 75 становника, од којих су сви румунске националности.